# Colin Pattenden
Colin Roy Pattenden (geboren im November 1947 in London-Farnborough, England) ist ein Gitarrist, Bassist und Tontechniker.

## Musikalische Biographie
Ursprünglich an der Gitarre ausgebildet, brachte sich Pattenden autodidaktisch die Handhabung des E-Basses bei. Nach Engagements als Tourneemusiker für Engelbert Humperdinck und Leapy Lee spielte er mit Chris Slade und wurde über diesen mit Manfred Mann bekannt. So wurde Pattenden zum Gründungsmitglied von Manfred Mann’s Earth Band, der er von 1971 bis zum Frühjahr 1977 angehörte. Sein agiler, bisweilen wühlender Bass ist auf den Alben Manfred Mann's Earth Band (1971) bis The Roaring Silence (1976) zu hören.
1978 gründete er mit dem ehemaligen Drummer der Earth Band, Chris Slade, sowie dem späteren Sänger der Earth Band, Peter Cox, die Band „Terra Nova“, die nur für kurze Zeit existierte.
1992 wird Pattenden als Geschäftsführer einer „Earthband Limited“ genannt, zusammen mit den MMEB-Musikern Chris Slade, Chris Hamlet Thompson und Dave Flett.
Nach Engagements in diversen Formationen (u. a. Mungo Jerry und The Nashville Teens) gründete er in Chertsey, Surrey, ein eigenes Unternehmen namens C P Sound Limited (Tonstudio und Veranstaltungstechnik), das er zusammen mit seinem Sohn Jamie Pattenden (Tontechniker) betreibt.